# Frauen und Pferde
Frauen und Pferde ist ein US-amerikanisches Stummfilm aus dem Jahr 1925 von Robert G. Vignola mit Eleanor Boardman und Matt Moore in den Hauptrollen. Der Film wurde von Metro-Goldwyn Pictures produziert und basiert auf der Kurzgeschichte Summoned von Katharine Newlin Burt.

## Handlung

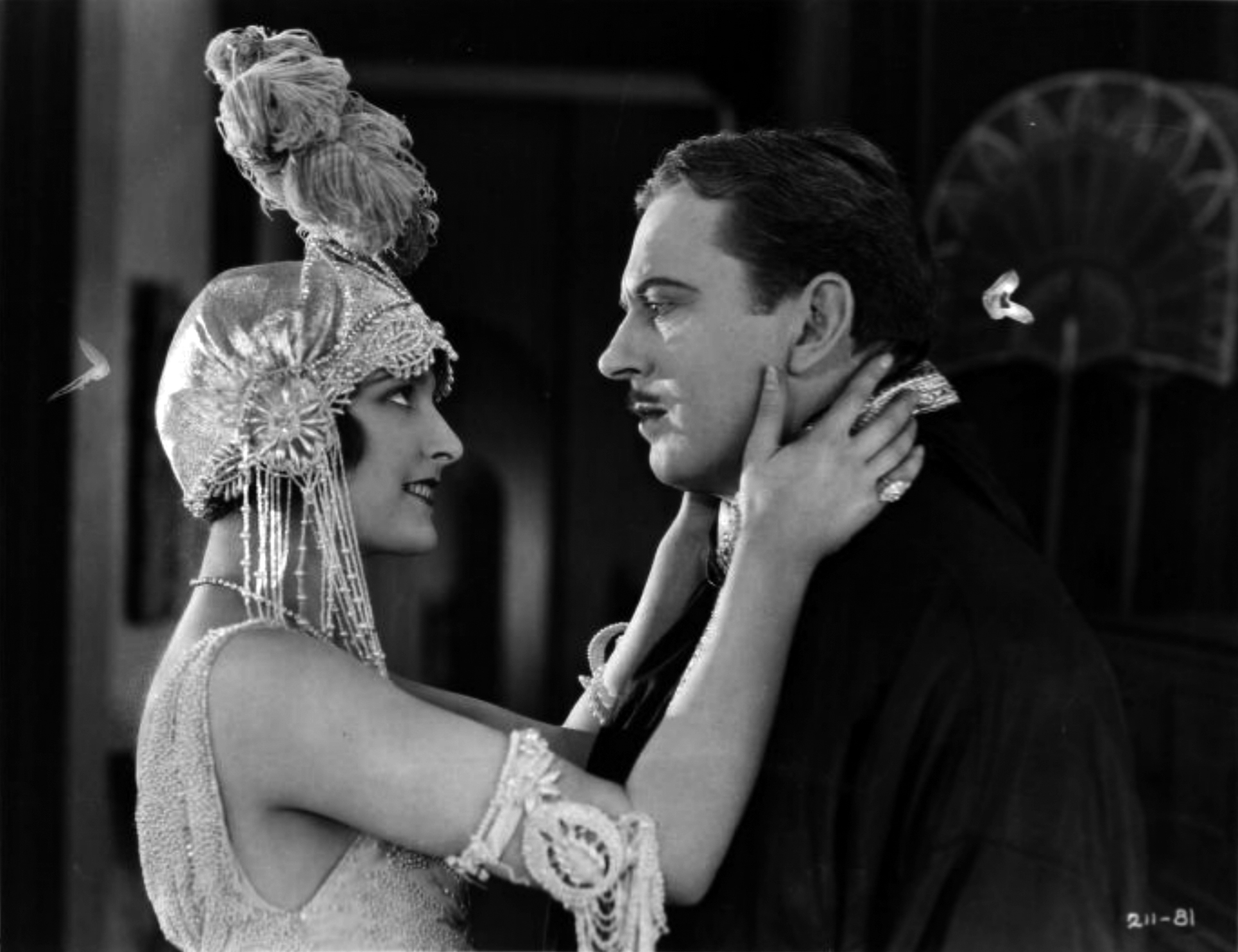
Szenenfoto mit Eleanor Boardman und Matt Moore

Rosamond, ein verwöhntes Mädchen der Gesellschaft, das nach Aufregung lechzt, ärgert sich über ihren sehr anständigen Verlobten George, als dieser Ärger bei einem Boxkampf aus dem Weg geht. Um den biederen Abend zu kompensieren, rast sie mit ihrem Auto durch die Straßen der Stadt, bis sie von einem Verkehrspolizisten verhaftet und vor einen Richter geladen wird. Der Richter erkennt sie als Gewohnheitstäterin an und stimmt ihrer Freilassung nur unter der Bedingung zu, dass George die Verantwortung für ihr Verhalten übernimmt. Rosamond weigert sich zunächst, unter Georges Aufsicht freigelassen zu werden, aber nachdem sie eine Nacht mit einer Betrunkenen im Gefängnis verbracht hat, ändert sie ihre Meinung und akzeptiert die Bewährung. 
George und Rosamond besuchen einen Künstlerball, bei dem es mit der Zeit immer gewalttätiger zugeht. George besteht darauf, dass Rosamond mit ihm den Ball verlässt, doch sie weigert sich und springt wütend in ihr Auto. Mit hoher Geschwindigkeit fährt sie in die Stadt zurück, dabei kommt das Auto von der Straße ab und stürzt eine Böschung hinunter. Rosamond ist unverletzt, wird aber von den ausgebrochenen Sträflingen Brand und Matt gefangen genommen. Zwei Wochen lang lebt sie als Gefangene in einer Höhle. Matt verliebt sich in sie und hilft ihr bei der Flucht, kommt dabei jedoch ums Leben. Rosamond wird von Brand verfolgt, aber George kommt rechtzeitig, um den Verbrecher festzunehmen und ihn der Polizei zu übergeben. Rosamond bereut ihr wildes Leben und sucht Zuflucht in Georges Armen.

## Hintergrund
Cedric Gibbons oblag die künstlerische Leitung. 

## Veröffentlichung
Die Premiere des Films fand am 29. März 1925 in New York statt. Im Januar 1926 kam er im Deutschen Reich in die Kinos.

## Kritiken
Mordaunt Hall von der The New York Times zeigte sich von dem Film sehr angetan. Es sei schwierig, sich in Grenzen zu halten, da dieser Film eine der angenehmsten Überraschungen ist, die er seit vielen Monaten erlebt habe. Der Titel bedeute nichts, er könnte Mittelmäßigkeit vermitteln, und man erwartete, dass dieser Film eine unglückliche Geschichte über ein armes kleines Mädchen sein würde, das in letzter Minute aus den Fängen eines Schurken gerettet wurde. Tatsächlich sei er, in leichterer Form, eine der wirklich brillanten Filmleistungen, die ständig unterhaltsam und oft urkomisch ist. Er sei in einer Klasse mit den besseren und intelligenteren Produktionen und eine, in der die Hauptdarsteller makellose Leistungen erbringen. Die Hauptlorbeeren sollten Robert G. Vignola gebühren, da seine Regie hervorragend sei. Er habe geschickt jede Chance für einen Hauch köstlicher Satire ausgeräumt. Diese Produktion strotze vor Originalität, ihr gesamtes Thema unterscheide sich deutlich von jedem anderen abendfüllenden Film. Der Film sei eine Satire auf das Schreiben von Szenarien, gestaltet mit geschicktem Gespür und entzückender Komik.